# Grammomys poensis
Grammomys poensis  (Eisentraut, 1965) è un roditore della famiglia dei Muridi diffuso nell'Africa occidentale.

## Descrizione
Roditore di piccole dimensioni, con la lunghezza della testa e del corpo tra 127 e 139 mm, la lunghezza della coda tra 130 e 198 mm, la lunghezza del piede tra 22 e 26,9 mm, la lunghezza delle orecchie tra 12,6 e 18 mm e un peso fino a 69 g.

Le parti superiori sono bruno-rossastre. Le parti ventrali sono bianche. Il dorso delle zampe è giallo-rossastro. La coda è più lunga della testa e del corpo, è uniformemente marrone scuro e termina con un ciuffo di lunghi peli. Il numero cromosomico è 2n=36.

## Biologia

### Comportamento
È una specie arboricola e notturna.

## Distribuzione e habitat
Questa specie è diffusa nella Liberia orientale; Costa d'Avorio, Ghana, Nigeria e Camerun meridionali; Rio Muni, Bioko, Gabon, Congo, Repubblica Centrafricana sud-occidentale e Repubblica Democratica del Congo nord-occidentale.
Vive nelle foreste pluviali, foreste montane umide e semi-aride.

## Conservazione
La IUCN considera questa specie sinonimo di Grammomys kuru.